# Česká unie bojových umění
Česká unie bojových umění (ČUBU) zastřešuje bojová umění a bojový sport v České republice.
Je členem České unie sportu (ČUS).

## Členské svazy
- Česká asociace budo karate
- Česká boxerská asociace
- Český svaz karate
- Český svaz full contactu
- Český svaz taekwondo WTF
- Shi kon budo kai
- Český svaz karate goju ryu
- Český svaz karate jka
- Česká asociace tradičního karate
- Český svaz sebeobrany
- Česká sportovní akademie
- Česká federace tradičního karate fudokan

### Přidružení členové
- Český svaz shito ryu
- Český svaz wa-te jitsu dó a bojových umění
- Česká federace kendó
- Český svaz sumó
- Česká asociace shorin ryu karate
- Asociace karate masutatsu oyama
- Česká federace okinawského karate
- Český svaz sambo
- Funakoshi shotokan karate asociace
- Česká asociace budo karate
- Česká federace wushu
- Český svaz MMA

### Předsedové ČUBU
- 2016: Svoboda Slavomír

## Ocenění ČUBU

### VIP klub ČUBU
- Ing. Ondřej Musil, 7. dan
- Karel Kesl, 8. dan
- Ladislav Kovář, 3. dan
- DiS. Vladimír Ryska, 7. dan
- Jan Sochatzi, 7. dan
- Rudolf Stránský, 6. dan
- Ing. Karel Strnad, 7. dan
- Slavomír Svoboda, 6. dan
- Josef Zvěřina, 6. dan
- Mgr. Jiří Žofčin, 6. dan
- Jaroslav Nekola, 5, dan

### Noc Mistrů
|       | Rok  | Král noci mistrů | Královna noci mistrů | Cena fair play                                                                                         | Miss sympatie        |
| ----- | ---- | ---------------- | -------------------- | --- | -------------------- |
| I.    | 2006 | Petr Kotík       | Tereza Hendrychová   | Petra Nová                                                                                             | Štěpánka Šindelářová |
| II.   | 2007 | Jiří Havránek    | Petra Peceková       | Kristina Bosáková                                                                                      | Marie Prajzlerová    |
| III.  | 2008 | Jiří Havránek    | Žaneta Noskeová      | Jan a Petr Kazdové                                                                                     | Jana Nácovská        |
| IV.   | 2009 | Jan Tuček        | Eva Líšková          | Shi kon Czech National Charity Team Tomáš Reich, Tomáš Pavlíček, Karel Hung, Filip Melík, Lukáš Polzer | Alena Holá           |
| V.    | 2010 | Tomáš Reich      | Eva Líšková          | Rudolf Šianský                                                                                         | Jitka Poláčková      |
| VI.   | 2011 | Petr Kareš       | Martina Müllerová    | pořadatelé MS v karate 2011 v Liberci                                                                  | Marcela Miková       |
| VII.  | 2012 | Marek Procházka  | Linda Priškinová     | Jan Homolka                                                                                            | Jana Hoňková         |
| VIII. | 2013 | Vladimír Míček   | Lucie Mlejnková      | manželé Berkovi                                                                                        | Lucie Köppelová      |
| IX.   | 2014 | Jan Greisiger    | Lucie Mlejnková      | Vladimír Panýrek                                                                                       | Sandra Mašková       |
| X.    | 2015 | Matěj Peňáz      | Sabina Forstová      | neudělena                                                                                              | Julie Kulawiecová    |
| XI.   | 2016 | Artur Mykytenka  | Martina Fendrichová  | neudělena                                                                                              | Kateřina Mňuková     |
| XII.  | 2017 | David Kohout     | Sandra Mašková       | neudělena                                                                                              | Alice Bémová         |
| XII.  | 2018 | Ondřej Havlíček  | Michaela Kerlehová   | neudělena                                                                                              | Tereza Netušilová    |
| XIII. | 2019 | Daniel Beneš     | Lucie Mlejnková      | neudělena                                                                                              | Nela Brázdilová      |